# لوئیس فاتزیو
لوئیس فاتزیو (انگلیسی: Luis Fazio; ۲۳ آوریل ۱۹۱۱ – تاریخ ورودی نامعتبر است) بازیکن فوتبال اهل آرژانتین بود.
از باشگاه‌هایی که در آن بازی کرده‌است می‌توان به باشگاه اتلتیکو ایندپندینته، باشگاه ورزشی ناسیونال، و باشگاه فوتبال ناسیونال اروگوئه اشاره کرد.
وی همچنین در تیم ملی فوتبال آرژانتین بازی کرده‌است.